# Cymbipyga cymbafera
Cymbipyga cymbafera là một loài ruồi trong họ Asilidae. Cymbipyga cymbafera được Artigas miêu tả năm 1983. Loài này phân bố ở vùng Tân nhiệt đới.